# Le Lorrain
Le Lorrain is een gemeente in Martinique en telde 6.768 inwoners in 2019. De oppervlakte bedraagt 50,33 km². Het bevindt zich ongeveer 25 km ten noorden van de hoofdstad Fort-de-France.

## Geschiedenis
Er zijn Taíno nederzettingen uit de 1e eeuw n.Chr in het gebied aangetroffen. Het werd later bewoond door de Cariben, maar in 1658 werden ze door de Franse kolonisten uit het gebied verdreven. In 1680 werd de parochie opgericht. In 1840 werd het een gemeente. In 1848 werd de slavernij afgeschaft, en werden contractarbeiders uit India gehaald om op de plantages te werken. De gemeente werd oorspronkelijk Grande Anse genoemd naar de baai, maar in 1878 werd de naam gewijzigd in Lorrain. In 1902 werd de plaats gespaard tijdens de uitbarsting van Mont Pelée. In 1946 telde Le Lorrain ongeveer 10.000 inwoners, maar sindsdien is er sprake van een gestage bevolkingsafname. De economie is grotendeels gebaseerd op bananenteelt.

## Galerij

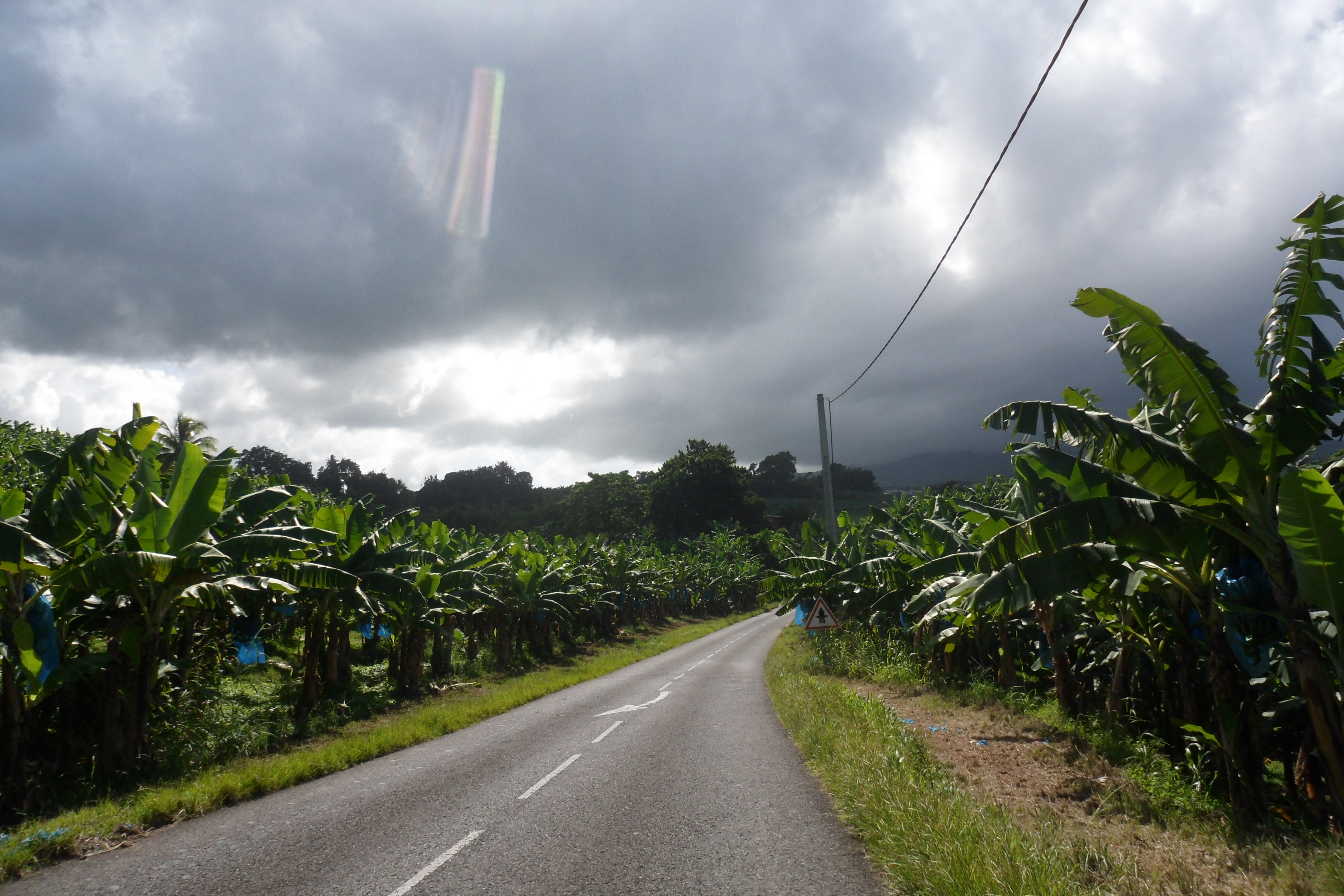
Weg D22 door de bananenvelden
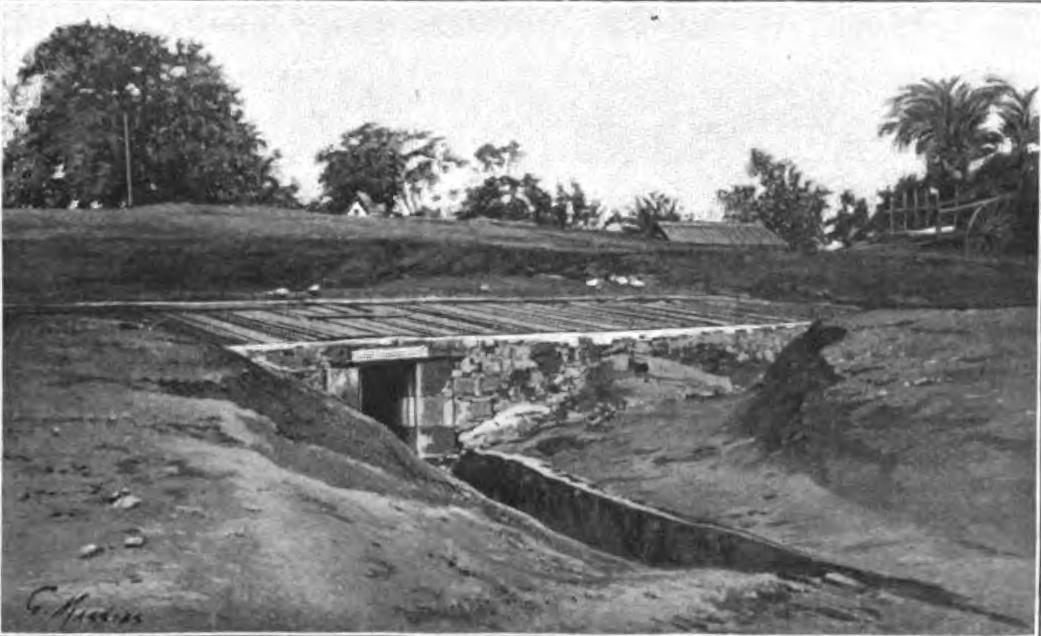
Schuilhut om Mont Pelée te observeren (1903)
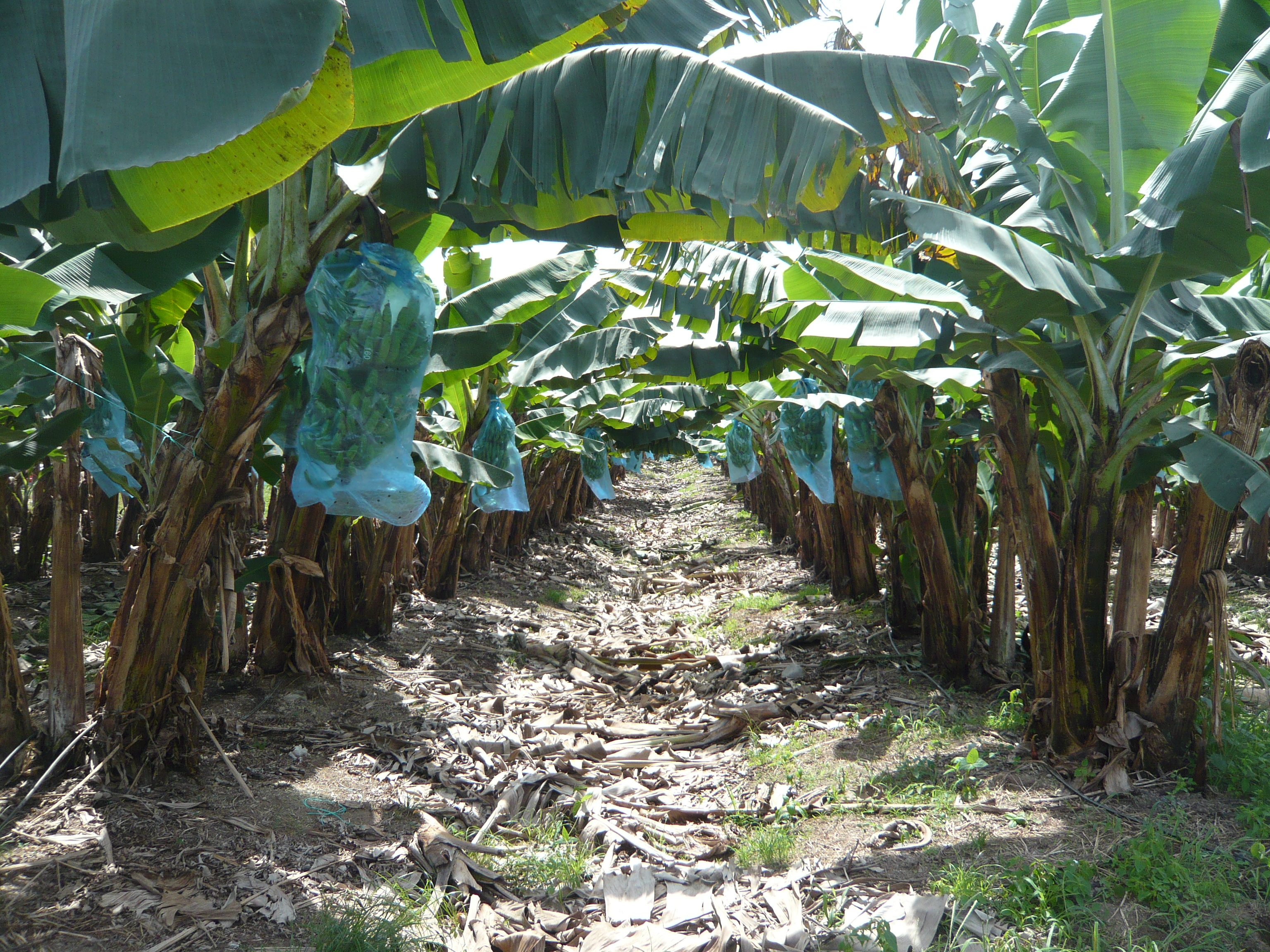
Bananen in Le Lorrain

L'Ajoupa-Bouillon · Les Anses-d'Arlet · 
Basse-Pointe · Bellefontaine · 
Le Carbet · Case-Pilote · 
Le Diamant · Ducos · 
Fonds-Saint-Denis · Fort-de-France · Le François · 
Grand'Rivière · Le Gros-Morne · 
Le Lamentin · Le Lorrain · 
Macouba · Le Marigot · Le Marin · Le Morne-Rouge · Le Morne-Vert · 
Le Prêcheur · 
Rivière-Pilote · Rivière-Salée · Le Robert · 
Saint-Esprit · Saint-Joseph · Saint-Pierre · Sainte-Anne · Sainte-Luce · Sainte-Marie · Schœlcher · 
La Trinité · Les Trois-Îlets · 
Le Vauclin